# Gastròtrics
Els gastròtrics (Gastrotricha, del grec gaster, "estómac" i thrix "pel") són un embrancament d'animals microscòpics (0,06-3,0 mm) d'aigua dolça i ambients marins.
S'alimenten sobretot de bacteris, fongs i protozous i són preses d'anèl·lids, nematodes i artròpodes.

## Anatomia i fisiologia

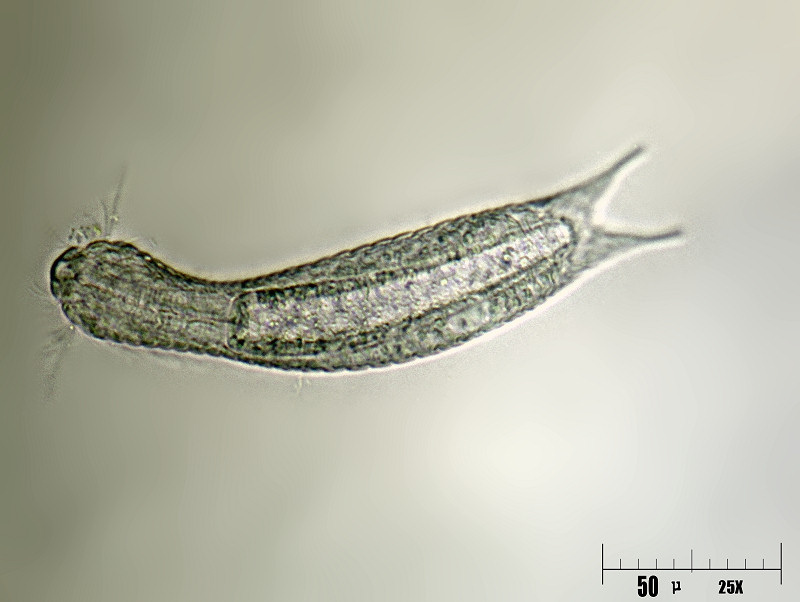
Lepidodermella squamata.

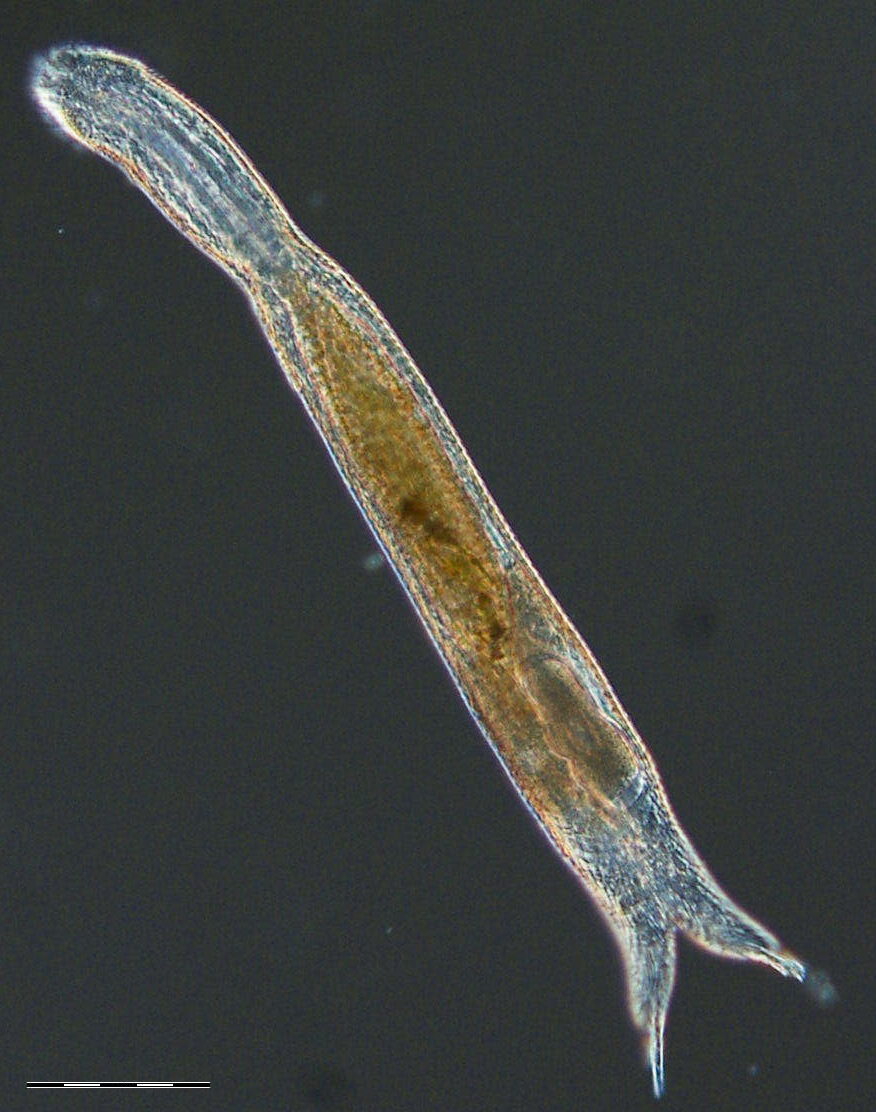
Diuronotus aspetos.

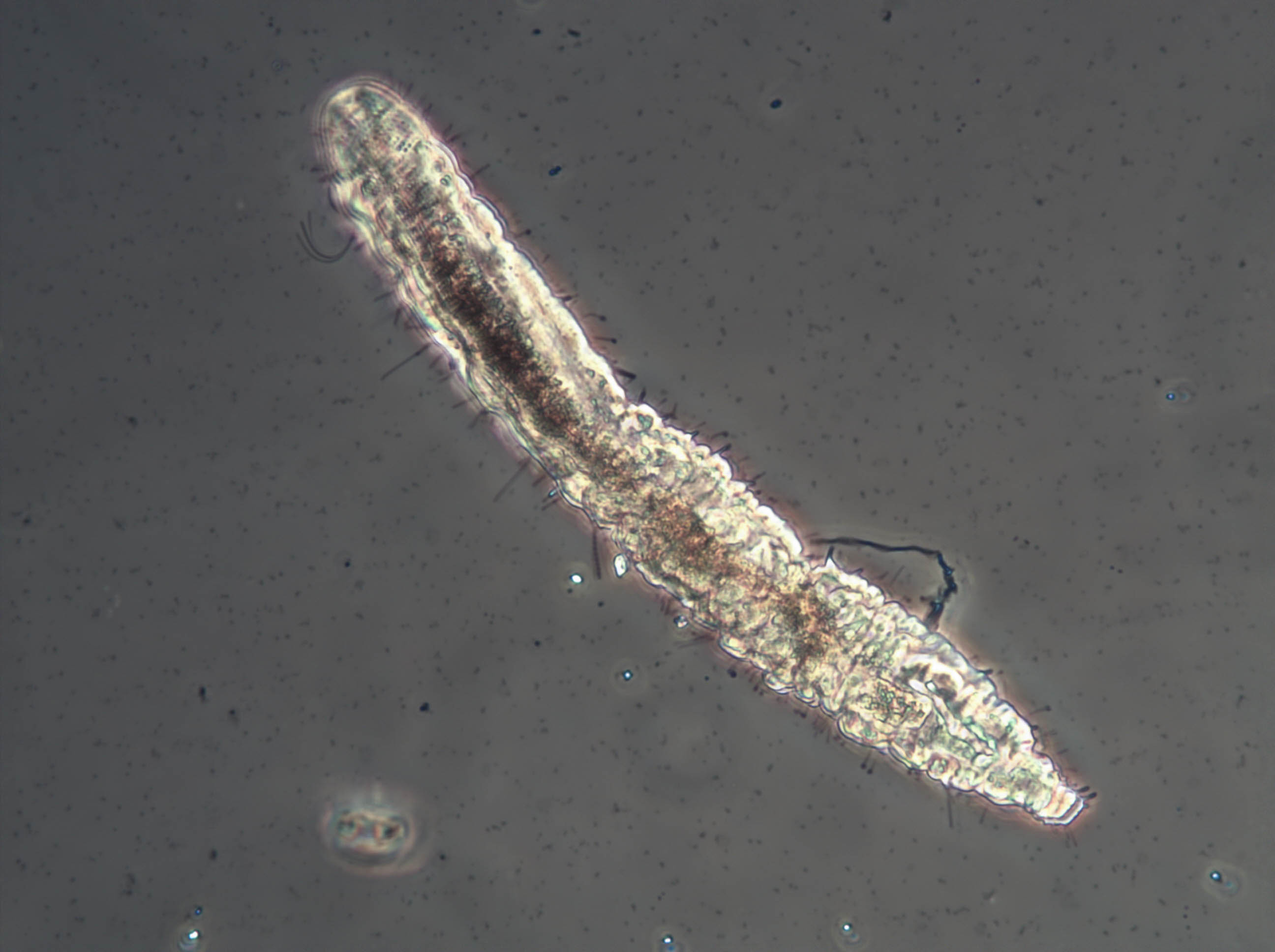
Macrodasys sp.

Es consideren pseudocelomats, malgrat que el seu pseudoceloma es trobi reduït o absent. La seva morfologia s'assembla a la dels rotífers, però es diferencien d'aquests per l'absència de la corona ciliada i la presència de pues i espines.
Tenen el cos deprimit i recobert d'una cutícula que secreta l'epidermis. En la zona ventral les cèl·lules epidèrmiques presenten nombrosos cilis amb funció locomotora. En la zona posterior presenten una glàndula que secreta una substància per adherir-se al substrat.
Presenten un tub digestiu rectilini amb boca a anus i una faringe mucosa que empeny l'aliment cap a l'intestí. Tenen un aparell protonefrilial per a l'excreció.
El sistema nerviós té dos ganglis a la part posterior de la faringe dels que surten dos cordons nerviosos a tot el cos.
Presenten cambres d'aire per millorar la seva respiració a través de la paret del cos.

## Reproducció i desenvolupament
La major part de les espècies són hermafrodites, a vegades apareixen només femelles que es reprodueixen per partenogènesi. L'aparell reproductor masculí està format per un o dos testicles units per un espermiducte al gonoporus, en la regió postero-ventral. Algunes espècies presenten un òrgan peniforme. L'aparell reproductor femení té un o dos ovaris units a un úter que continua en un oviducte fins a arribar a la vagina. El porus genital està a prop de l'anus. Tenen desenvolupament directe i l'individu que surt de l'ou de seguida esdevé en adult.

## Taxonomia
El fílum Gastrotricha inclou unes 860 espècies repartides en dos ordres i nombroses famílies:
Ordre Macrodasyida Remane, 1925
- Família Cephalodasyidae Hummon & Todaro, 2010
- Família Dactylopodolidae Strand, 1929
- Família Hummondasyidae Todaro, Leasi & Hochberg, 2014
- Família Lepidodasyidae Remane, 1927
- Família Macrodasyidae Remane, 1924
- Família Planodasyidae Rao & Clausen, 1970
- Família Redudasyidae Todaro, Dal Zotto et al., 2012
- Família Thaumastodermatidae Remane, 1927
- Família Turbanellidae Remane, 1926
- Família Xenodasyidae Todaro, Guidi, Leasi & Tongiorgi, 2006

Ordre Chaetonotida Remane, 1925
- Subordre Multitubulatina d’Hondt, 1971
  - Família Neodasyidae Remane, 1929
- Subordre Paucitubulatina d’Hondt, 1971
  - Família Chaetonotidae Gosse, 1864
  - Família Dasydytidae Daday,1905
  - Família Dichaeturidae Remane, 1927
  - Família Muselliferidae Leasi & Todaro, 2008
  - Família Neogosseidae Remane, 1927
  - Família Proichthydidae Remane, 1927
  - Família Xenotrichulidae Remane, 1927